# Ferrocarril en Afganistán

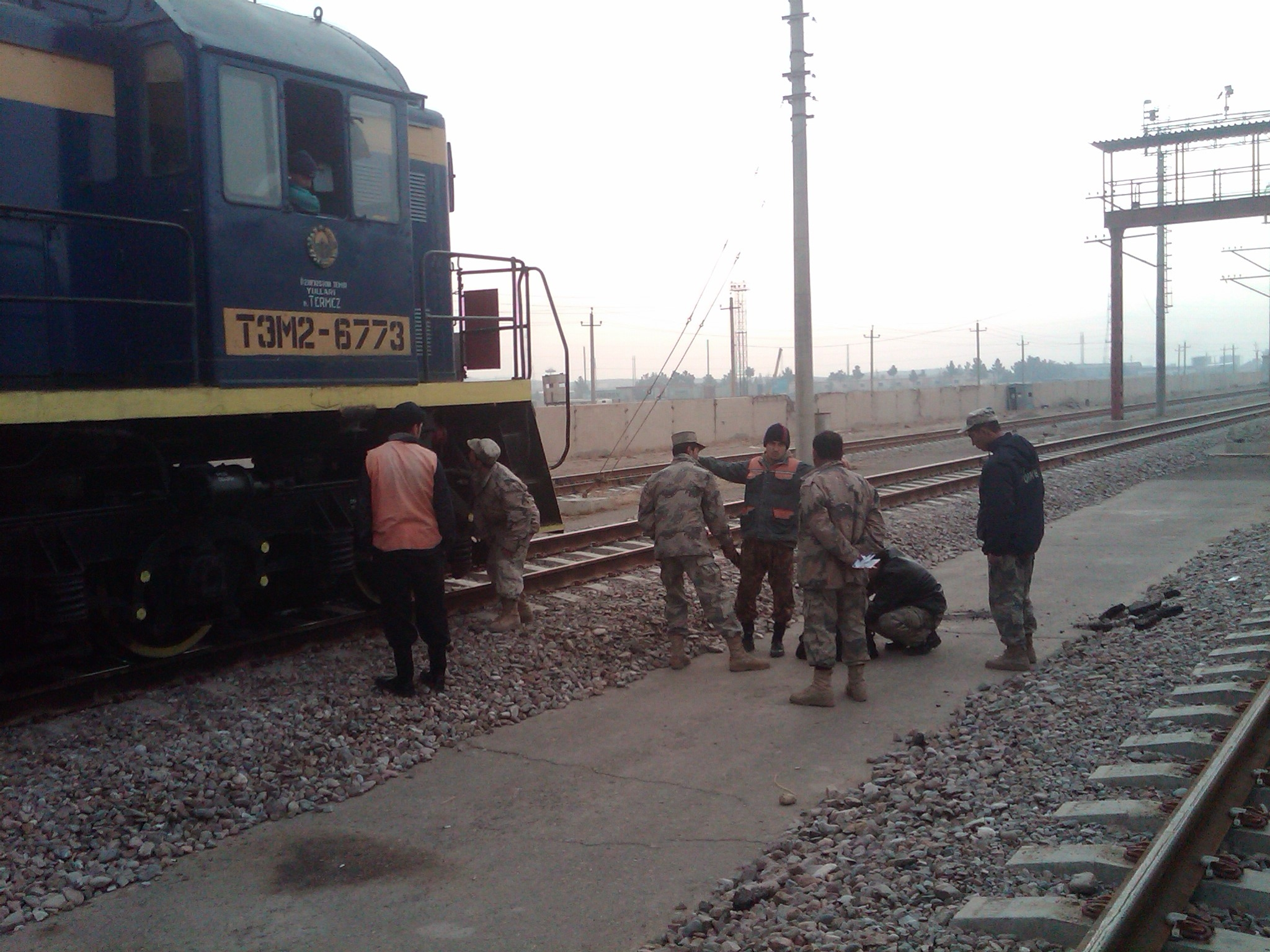
Miembros de la Policía Fronteriza Afgana (ABP) registran una locomotora cerca del puesto fronterizo de Hairatan, en la provincia afgana de Balkh.

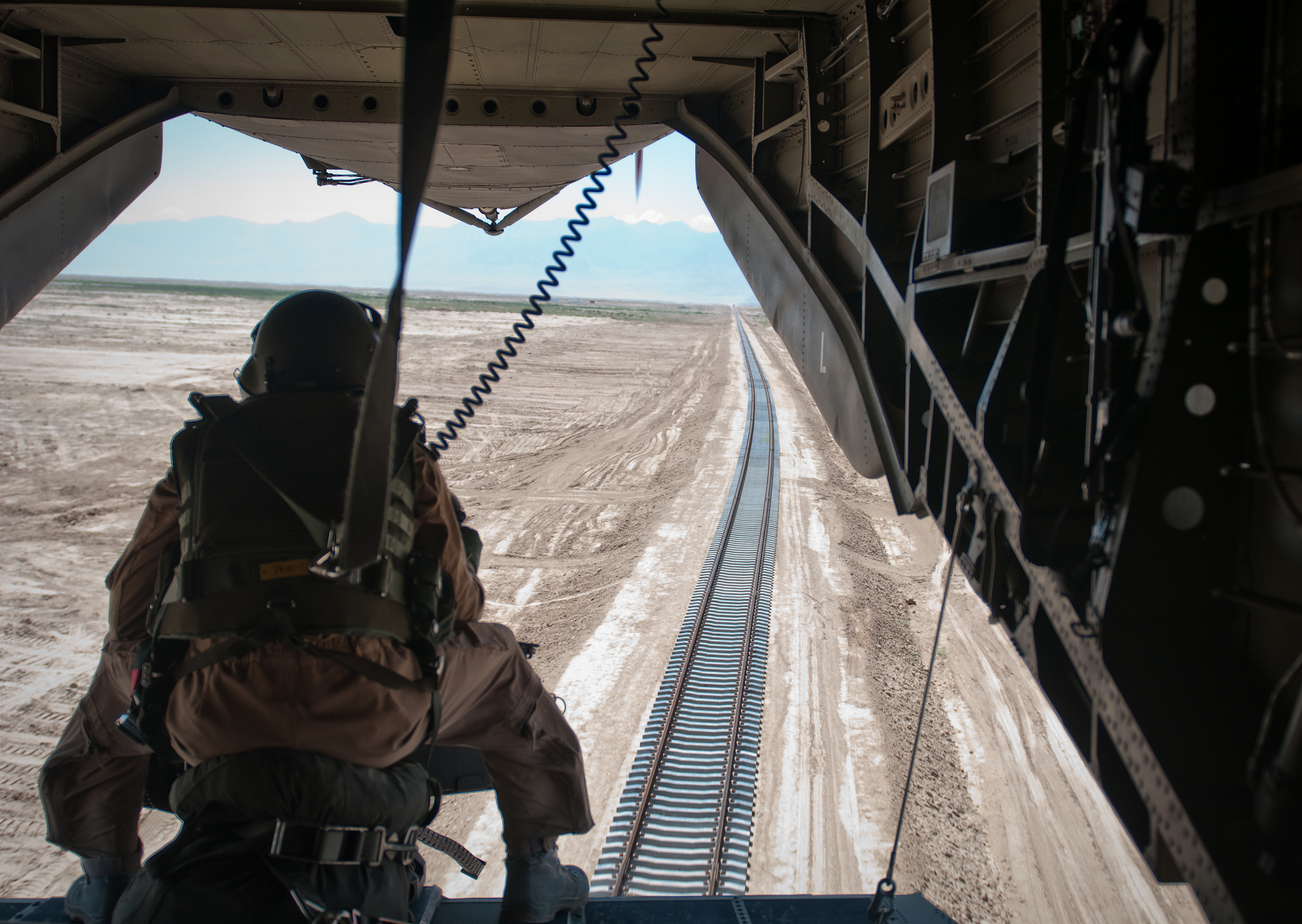
Vías férreas desde el Puente de la Amistad entre Afganistán y Uzbekistán hasta la ciudad de Mazar-i-Sharif, vistas desde un helicóptero militar estadounidense.

Afganistán cuenta con tres líneas ferroviarias en el norte del país. La primera está entre Mazar-i-Sharif y la ciudad fronteriza de Hairatan, en la provincia de Balkh, que conecta con los Ferrocarriles Uzbekos de Uzbekistán (inaugurada en 2011). La segunda une Torghundi, en la provincia de Herat, con los Ferrocarriles Turcomanos de Turkmenistán (inaugurada en 1960). El tercero es entre Turkmenistán y Aqina, en la provincia afgana de Faryab (inaugurado en 2016), que se extiende hacia el sur hasta la ciudad de Andkhoy. El país carece actualmente de un servicio ferroviario de pasajeros, pero recientemente se ha completado un nuevo enlace ferroviario entre Herat y Khaf, en Irán, tanto para carga como para pasajeros. También se propone un servicio de pasajeros en el tramo Hairatan - Mazar-i-Sharif y en el tramo Mazar-i-Sharif - Aqina.
La red ferroviaria de Afganistán está todavía en fase de desarrollo. Las líneas ferroviarias actuales se ampliarán en un futuro próximo, y los planes incluyen líneas para el tráfico de mercancías y el transporte de pasajeros. Los vecinos de Afganistán han estado mejorando sus propias redes ferroviarias durante los primeros años del siglo XXI. El plan principal es utilizar Afganistán para conectar por ferrocarril los cuatro subcontinentes de Asia.

## Historia

### Tranvía de Kabul
En la década de 1920, el rey Amanulá compró tres pequeñas locomotoras de vapor a Henschel de Kassel (Alemania), que se pusieron a trabajar en un tranvía de 7 kilómetros de ancho de vía de 762 mm que unía Kabul y Darulaman. El número de diciembre de 1922 de la revista The Locomotive menciona que "viajeros de Afganistán afirman que se está construyendo un ferrocarril de unas seis millas desde Kabul hasta el emplazamiento de la nueva ciudad de Darulaman, y también que parte del material rodante se está fabricando en los talleres de Kabul". El número de agosto de 1928 de la revista The Locomotive menciona que "el único ferrocarril que existe actualmente en Afganistán tiene una longitud de cinco millas, entre Kabul y Darulaman". El tranvía cerró (fecha desconocida) y fue desmantelado en la década de 1940, pero las locomotoras aún existen en el museo de Kabul en Darulaman.

### Ferrocarriles propuestos
A lo largo del siglo XIX y medio, se han hecho muchas propuestas sobre la construcción de ferrocarriles en Afganistán. En 1885, el New York Times escribió sobre los planes para conectar el Ferrocarril Transcaspiano ruso, entonces en construcción, con la India británica a través de Sarakhs, Herat y Kandahar. Una vez completado, el proyecto permitiría a los oficiales británicos viajar de Londres a la India, principalmente por ferrocarril, en 11 o 12 días (cruzando el Canal de la Mancha, el Mar Negro y el Mar Caspio en barco).
Alrededor de 1928, se propuso la construcción de un ferrocarril que uniera Jalalabad con Kabul, conectando finalmente con el sistema indio (de entonces) en Peshawar. Más tarde, se propondría unir Kabul con Kandahar y Herat. Debido a los disturbios políticos, estos planes no se llevaron a cabo.

### Ferrocarriles industriales
En la década de 1950 se construyó una central hidroeléctrica en Surobi, al este de Kabul. Tres locomotoras diésel-hidráulicas Henschel de cuatro ruedas y 600 mm de vía estrecha construidas en 1951 (números de fábrica 24892, 24993, 24994) fueron suministradas a la central.
En 1979, el constructor de locomotoras mineras y de construcción Bedia Maschinenfabrik de Bonn suministró cinco locomotoras diésel-hidráulicas de dos ejes D35/6 de 600 mm de vía estrecha, números de fábrica 150-154, a un cliente desconocido de Afganistán.

### Cronología

#### 2019
- Aqina - Andkhoy[10]

## Ancho de vía
La elección de los futuros anchos de vía en Afganistán presenta varias dificultades. Por razones estratégicas, los anteriores gobiernos afganos prefirieron desalentar la construcción de vías férreas que pudieran favorecer la injerencia extranjera en Afganistán por parte de Gran Bretaña o Rusia. Afganistán está rodeado de tres anchos de vía diferentes y, sin embargo, carece casi por completo de ferrocarriles.
Hasta el siglo XXI, había menos de 25 kilómetros de ferrocarril dentro del país, todos ellos construidos con un ancho de vía ruso de 1.520 mm. Los vecinos del norte de Afganistán, las antiguas repúblicas soviéticas de Turkmenistán, Uzbekistán y Tayikistán, utilizan este ancho de vía de 1.520 mm. Irán, al oeste, utiliza el ancho de vía estándar, de 1.435 mm, al igual que China, al este, mientras que Pakistán, que limita con Afganistán al este y al sur, utiliza el ancho indio de 1.676 mm.
Aún no se ha elegido el emplazamiento para instalar cambiadores de ancho.

## Estaciones de ferrocarril
Actualmente no hay servicios de pasajeros ni estaciones en Afganistán. Si se completa alguno de los diversos enlaces transfronterizos y se abre al servicio de pasajeros, habrá que construir nuevas estaciones.

### Estaciones propuestas
Se pueden consultar los detalles de la lista preliminar de estaciones a las que se prestará servicio, que rodean las montañas centrales de Afganistán.

## Autoridad ferroviaria nacional
El gobierno afgano tiene previsto formar una comisión de construcción de ferrocarriles con la cooperación técnica de la Comisión Europea, que se debatió en la reunión del G8 de julio de 2011. La Comisión se encargará de supervisar la construcción de una red ferroviaria dentro del país y su conexión con los vecinos. En octubre de 2011, el Banco Asiático de Desarrollo aprobó la financiación de la autoridad ferroviaria nacional de Afganistán. La Autoridad Ferroviaria de Afganistán tiene un sitio web pero, en agosto de 2017, hay muy poco en él. Sí se indica que la Ley de Ferrocarriles de Afganistán (12 capítulos y 105 cláusulas) se redactó en febrero de 2013 y está a la espera de la aprobación de las "instituciones pertinentes". El Equipo de Asesoramiento Ferroviario de Afganistán (ARAT) del Ejército de Estados Unidos ha impartido formación.

## Ferrocarriles actuales y planes futuros

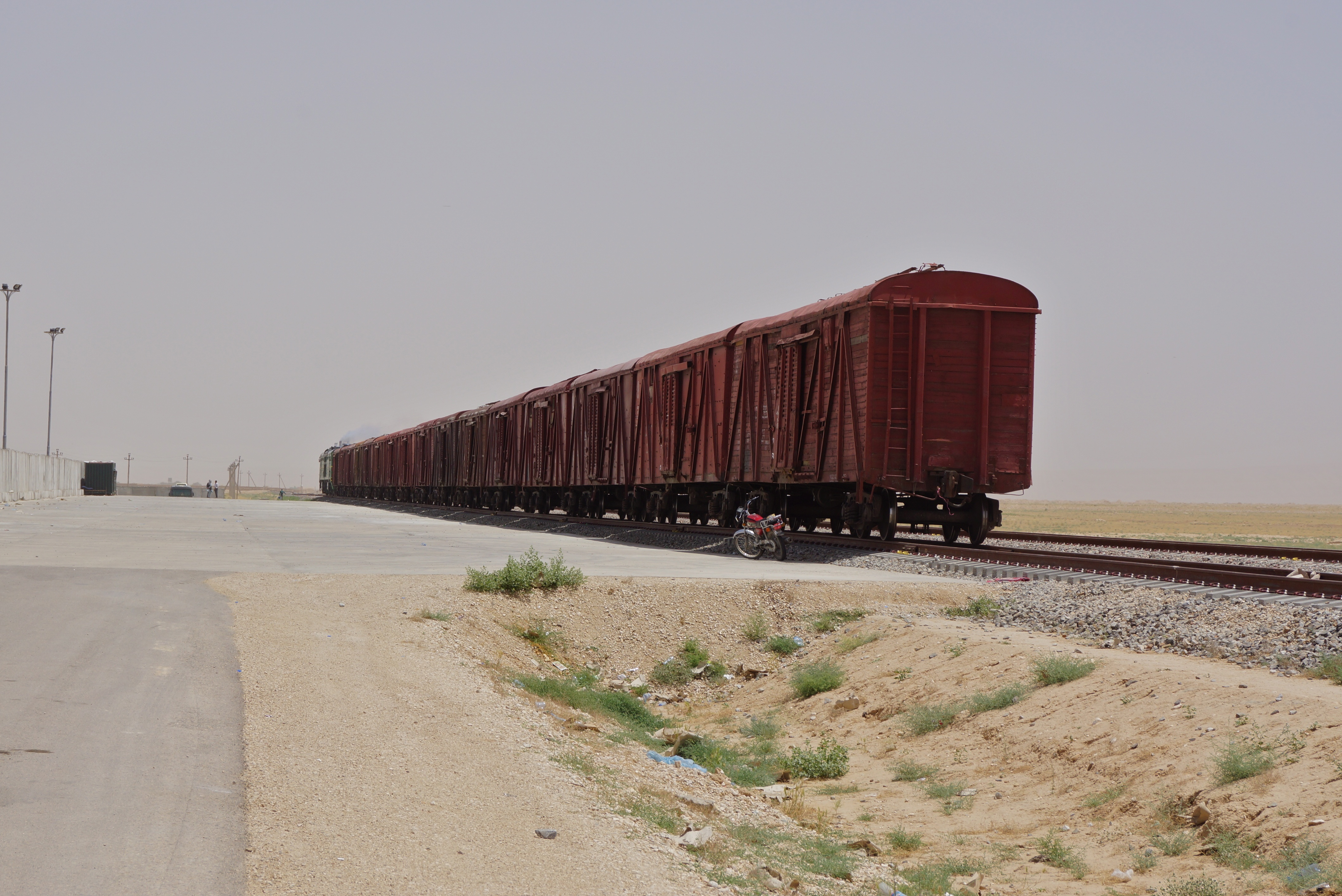
Tren de mercancías en el norte de la provincia de Balkh.

### Servicio ferroviario Afganistán-Uzbekistán
A principios de la década de 1980, la Unión Soviética construyó una línea ferroviaria de aproximadamente 15 kilómetros desde Termez, en Uzbekistán, hasta Kheyrabad, en Afganistán, cruzando el río Amu Darya por el Puente de la Amistad entre Afganistán y Uzbekistán.
En enero de 2010 se inició la construcción de una línea de extensión de 75 kilómetros entre Afganistán y Uzbekistán; esta línea también es de ancho ruso como la primera construida por los soviéticos. La línea, que parte de Hairatan hasta el aeropuerto internacional Maulana Jalaluddin Balkhi en la ciudad norteña afgana de Mazar-i-Sharif, se completó y es operada por el ferrocarril nacional uzbeko Uzbekiston Temir Yullari por un período de tres años hasta que el propio departamento de ferrocarriles de Afganistán se haga cargo. En diciembre de 2010, comenzó a transportar materiales de construcción para otros proyectos de reconstrucción en Afganistán. Los primeros servicios de transporte de mercancías empezaron a funcionar hacia agosto de 2011.
Uzbekistán se ha comprometido en 2018 a financiar parcialmente un importante enlace ferroviario de 657 km desde Mazar-i-Sharif hacia el oeste hasta Herat, que podría crear una ruta desde Irán a través de Herat hasta Asia Central y potencialmente China.

### Servicio ferroviario Afganistán-Turkmenistán
Una línea de 10 kilómetros de longitud se extiende desde Serhetabat, en Turkmenistán, hasta la ciudad de Torghundi, en Afganistán. En 2007 se inició una mejora de esta línea de construcción soviética que data de la década de 1960, utilizando el ancho de vía ruso. En abril de 2016, se llegó a un acuerdo para realizar un estudio de viabilidad técnica para una propuesta de ampliación de esta línea de aproximadamente 100 km hasta la ciudad de Herat, donde podría conectarse con la línea de ancho estándar a Irán que se está construyendo. De acuerdo con decisiones anteriores, es probable que la línea sea de ancho estándar, con cambio de ancho en Torghundi. En abril de 2018, el gobierno turcomano decidió construir una línea ferroviaria desde el campo de gas de Galkynysh en dirección a Afganistán, hacia Torghundi.
En noviembre de 2016 se inauguró otra línea ferroviaria más al este, que conecta Aqina, en la provincia de Faryab, a través de Ymamnazar, con Atamyrat/Kerki, en Turkmenistán. Pronto comenzaron las obras de una extensión de 58 kilómetros hasta Andkhoy, que se completó en enero de 2021.
Está previsto que forme parte de un corredor ferroviario que atraviese el norte de Afganistán, conectándolo a través de Sheberghan con Mazar-i Sharif y hasta la frontera con Tayikistán, aunque no está claro cuándo ocurrirá.

### Servicio ferroviario Afganistán-Irán

Mapa del corredor de transporte India-Irán-Afganistán. Se propone un enlace ferroviario que sustituya al tramo de autopista entre Irán y Afganistán, enlazando con la cabecera ferroviaria de Zahedan.

La cabeza de ferrocarril iraní más cercana a la frontera afgana está en Khaf, cerca de Mashhad, y se trata de una línea de mercancías de ancho estándar de 1.435 mm. Desde 2002, funcionarios afganos e iraníes han estado trabajando para ampliar esta línea hacia el este hasta Herat, en Afganistán. En diciembre de 2020 se informó de que el ferrocarril Herat-Khaf, de 225 km de longitud, había sido finalmente inaugurado hasta Rahzanak, quedando sólo 85 km para completar la línea hasta Herat.
Los detalles de la ruta son los siguientes (tomados de Google Earth/Bing Maps). La nueva ruta comienza en Irán en un cruce en la estación de Khaf con un ramal minero en el que se proporciona un bucle de globo para que las locomotoras internacionales den la vuelta. El trazado discurre más abajo de la ladera de la montaña que el ramal de la mina y parece que ya se ha producido un desvío, posiblemente para evitar las explotaciones mineras. En este tramo hay apartaderos y bucles de paso. El itinerario continúa por el flanco sur de la cordillera atravesando numerosos abanicos aluviales antes de entrar en un amplio valle que conduce a la cumbre. La ruta ferroviaria aprovecha un tramo de Irán que se adentra en Afganistán y queda en el lado norte del curso de agua. Cerca del final del valle, la vía férrea parece tener un bucle de paso y una línea de ferrocarril justo antes de la frontera en el corte de la cumbre, aunque los detalles en Google Earth son indistintos y no están presentes en absoluto en Bing Maps, que generalmente tiene mapas más actualizados. El corte de la cima parece estar a 1.100 metros sobre el nivel del mar, tras lo cual el ferrocarril desciende con muchas curvas hacia el valle de Faruk Aqa. El ferrocarril se dirige ahora hacia el noreste a través de las estribaciones en la curva de nivel de 950 m aproximadamente, al norte de los pueblos de Faruk Aqa y Rebat-e-Tork, para llegar a una llanura arenosa que forma parte del amplio valle del río Hari Rud. En este tramo hay algunos bucles de paso, uno justo al norte de Faruk Aqa, a 975 m., dotado de un desvío, y otro 20 km más adelante, a 860 m. La ruta cruza la llanura de inundación de Hari Rud, de 1 km de ancho, en diagonal sobre terraplenes con un puente de 370 m sobre el canal principal. Termina (desde el 10/12/20) en una nueva estación de pasajeros y patio de transferencia de mercancías llamada Rahzanak (790 m sobre el nivel del mar) a unos 6 km al este de la aldea del mismo nombre en la carretera Islam Qala-Herat, donde hay una línea de giro para las locomotoras, así como varios apartaderos.
La ruta ferroviaria Khaf-Herat tiene cuatro tramos, dos en Irán y dos en Afganistán. En Irán, el tramo 1, que va de Khaf a Sangan (14 km), se completó en septiembre de 2016. El tramo 2, desde Sangan hasta la frontera entre Irán y Afganistán en Shamtiq (64 km), se completó en octubre de 2017. El tramo 3, que discurre dentro de Afganistán desde la frontera de Shamtiq-Jono hasta la ciudad de Ghurian (61,2 km) también se completó. El tramo 4 es la línea de Jono a Herat (86 km), que cuenta con el apoyo de Italia. En diciembre de 2000 se iniciaron las obras de esta línea, que termina en el aeropuerto internacional de Herat, el cuarto aeropuerto importante de Afganistán.
India y Afganistán están trabajando en la ampliación de esta ruta ferroviaria desde Herat hasta Mazar-i-Sharif. Mazar-i-Sharif ya está conectada con Uzbekistán y Tayikistán por vía férrea. Herat también está conectada con Turkmenistán a través de rutas ferroviarias y por carretera. India también está ultimando un plan para construir una línea ferroviaria de 900 km que conectará el puerto de Chabahar en Irán, que se está construyendo con ayuda india, con la región afgana de Hajigak, rica en minerales. Ya en 2011, siete empresas indias habían adquirido los derechos de explotación de la región de Hajigak, en el centro de Afganistán, que contiene el mayor depósito de mineral de hierro de Asia. El Gobierno de la India se ha comprometido a invertir 2.000 millones de dólares en el desarrollo de infraestructuras de apoyo.
En mayo de 2016, durante el viaje del primer ministro indio Narendra Modi a Irán, se firmó un acuerdo para desarrollar dos atracaderos en el puerto de Chabahar y construir una conexión ferroviaria desde Chabahar a la red ferroviaria iraní existente. La línea de enlace conectaría un punto cercano a la ciudad de Bam con el puerto de Chabahar, como parte del Corredor de Transporte Norte-Sur. Se ha encargado de este proyecto a Ircon International, una filial de los Ferrocarriles Indios, de propiedad estatal. El establecimiento de la conexión del puerto de Chabahar con el plan ferroviario del país, está en estudio y consideración. Con la finalización del ferrocarril Kerman-Bam-Zahedan y su futura conexión con el puerto de Chabahar, este puerto se conectará con el ferrocarril transiraní y, por tanto, con Afganistán y Asia Central.
El 10 de diciembre de 2020, se inauguró formalmente el primer enlace ferroviario entre Irán y Afganistán en la ruta Khaf - Herat, entre Khaf y Rahzanak en Afganistán, con una distancia de 140 km. Las obras del tramo restante de 85 km del proyecto entre Rahzanak y Herat están en curso. Las obras en ambos lados se realizan como ayuda al desarrollo de Afganistán por parte de Irán. El ferrocarril forma parte del proyectado Corredor Ferroviario de las Cinco Naciones entre China e Irán a través de Afganistán, Tayikistán y Kirguistán. La nueva línea ferroviaria Khaf - Rahzanak continúa desde Khaf hasta Torbat-e Heydarieh, donde enlaza con la línea ferroviaria Mashhad - Bafq, un enlace ferroviario crucial inaugurado en 2009 que conecta la ciudad portuaria Bandar Abbas, en el Golfo Pérsico, con la ciudad nororiental de Mashhad y, desde allí, con Turkmenistán a través de Sarakhs.

### Servicio ferroviario Afganistán-Pakistán
Dos líneas de los ferrocarriles pakistaníes de vía ancha de 1.676 mm con fuertes pendientes terminan en la frontera en Chaman y Torkham. En julio de 2010, Pakistán y Afganistán firmaron un memorando de entendimiento para seguir adelante con el tendido de vías férreas entre ambos países. Las vías ferroviarias unirían Quetta en Pakistán con Kandahar en Afganistán y Peshawar en Pakistán con Jalalabad en Afganistán. El proyecto no tardó en fracasar.
El 29 de mayo de 2012 se aprobó el tramo que va de Chaman, en Pakistán, a Spin Boldak, en Afganistán (12 km), aunque nunca llegó a iniciarse.
El 22 de febrero de 2020, el primer tren de carga con destino a Afganistán partió de Karachi, Pakistán, con una carga de contenedores. El Presidente de los Ferrocarriles de Pakistán, Habib-ur-Rehman Gilani, inauguró el sábado el tren que partió de la Terminal Internacional de Contenedores de Pakistán en Karachi con 35 contenedores a bordo con destino a la ciudad de Chaman, al suroeste del país y fronteriza con Afganistán. Desde allí, las mercancías se trasladarán a través de la frontera por carretera, informó el Nation. El 30-12-20, Pakistán firmó el martes una carta de apelación conjunta solicitando un préstamo de 4.800 millones de dólares a las instituciones financieras internacionales para un proyecto de línea ferroviaria transafgana con Uzbekistán y Afganistán.
El enlace ferroviario conectaría Pakistán y Uzbekistán a través de Afganistán y, posteriormente, los países de Asia Central.
El primer ministro Imran Khan firmó la carta en nombre de Pakistán para el megaproyecto, según Abdul Razak Dawood, asesor del primer ministro en materia de comercio e inversión.
"Hoy, el primer ministro ha firmado una carta para un enfoque conjunto con Afganistán y Uzbekistán para pedir a las agencias financieras internacionales que financien el ferrocarril de Pakistán a Uzbekistán a través de Afganistán. Esto encaja bien con nuestra visión del comercio y la conectividad a través de Afganistán con las repúblicas de Asia Central", tuiteó Dawood.

### Servicio ferroviario Afganistán-Tayikistán
En 2013 se planificó un enlace ferroviario multinacional entre Afganistán y Tayikistán. El tramo de Tayikistán se ha ejecutado parcialmente en 2016.
En 2018 se aprobó una extensión de 50 km desde Kolkhozobod, en Tayikistán, hasta la ciudad fronteriza afgana de Sher Khan Bandar, en la provincia de Kunduz, cuya construcción se espera que comience ese año.

### Corredor Norte-Sur
En septiembre de 2010, China Metallurgical Group Corporation (MCC) firmó un acuerdo con el ministro de Minas afgano para investigar la construcción de un ferrocarril norte-sur a través de Afganistán, que iría de Mazar-i-Sharif a Kabul y luego a la ciudad fronteriza oriental de Torkham. Recientemente, la MCC recibió una concesión para la extracción de cobre en Mes Aynak, que estaría conectada a este ferrocarril. La MCC está construyendo una línea de ferrocarril de 921 km de longitud y 1.676 mm de ancho que unirá Kabul con Uzbekistán en el norte y Pakistán en el este.

### Cambios de ancho
La fase inicial de la construcción del ferrocarril, a partir de 2010, prevé la creación de cinco estaciones de cambio de ancho de vía.
- Kandahar 1.676 mm / 1.435 mm
- Paso de Khyber 1.676 mm / 1.435 mm
- Torghundi 1.520 mm / 1.435 mm
- Mazar-i-Sharif 1.520 mm / 1.435 mm
- Sher Khan Bandar 1.520 mm / 1.435 mm

En las actualizaciones de finales de 2016, hay múltiples cambios de ancho. Estas incluyen: 1.520 mm / 1.676 mm en la zona norte, y 1.435 mm / 1.520 mm / 1.676 mm en Herat.

## Más lecturas
- Grantham, Andrew. «Railways of Afghanistan | Afghan railroads, past, present and future» (en inglés británico). Consultado el 23 de agosto de 2021.
- P.E. Waters & Associates Consulting Engineers, Paul E. (2002). Afghanistan : a railway history. PWA. ISBN 0-948904-09-7. OCLC 51622078.
- «Afghanistan: demain le rail». La Vie du Rail 1542: 6-14. 9 de mayo de 1976.